# Conca Casale
Conca Casale es una localidad y comune italiana de la provincia de Isernia, región de Molise, con 233 habitantes.

## Evolución demográfica
| Gráfica de evolución demográfica de Conca Casale entre 1861 y 2001 |
|                                                                    |
| Fuente ISTAT - elaboración gráfica de Wikipedia                    |